# Руинас
Руи́нас (итал. Ruinas) — коммуна в Италии, располагается в регионе Сардиния, в провинции Ористано.
Население составляет 8125 человек (2008 г.), плотность населения составляет 27 чел./км². Занимает площадь 30 км². Почтовый индекс — 9085. Телефонный код — 0783.
Покровителем коммуны почитается святой Георгий, празднование 23 апреля и в третье воскресение августа.

## Демография
Динамика населения:

## Администрация коммуны
- Официальный сайт: https://web.archive.org/web/20141216230516/http://comuneruinas.it/